# 齋藤愛
斎藤 愛（さいとう あい、1984年7月10日 - ）は、愛媛県を拠点に活動する女優。愛媛県出身。ICING ACT所属。
松山城おもてなし企画「くノ一つばき隊」として活動。

## 出演

### ミュージカル
- ミュージカル「城ノブ〜愛媛のマザー・テレサ〜」演出：大杉良（愛媛県東温市）
- ミュージカル「フライングガール〜日本初の女性パイロット・兵頭精物語〜」
- 伊予の国シェイクスピア第2弾「真夏の夜の夢」
- 舞踊交響詩「古事記・一粒万倍 A SEED 愛媛の女神と五穀豊穣の物語」
- 東温市誕生20周年記念ミュージカル「人川と祈りと」脚本・演出：大杉良（愛媛県東温市）
- ミュージカル「天使の使命」脚本・演出：中川 奈美

### ラジオ
- ラジオドラマ「フライングガール（フライングガール）〜日本初の女性パイロット・兵頭精物語〜」（南海放送）

### MV
- 東温市スペシャルムービー「東温ラブストーリー」オリジナルシティプロモーションMV（愛媛県東温市）